# Bígaro (color)
El bígaro es un color azul claro o azul pastel intermedio entre el color celeste y el lavanda, y que presenta una apariencia avioletada. También se le llama azul lavanda y su referente son las flores de la vinca menor o brusela, a veces llamada bígaro.

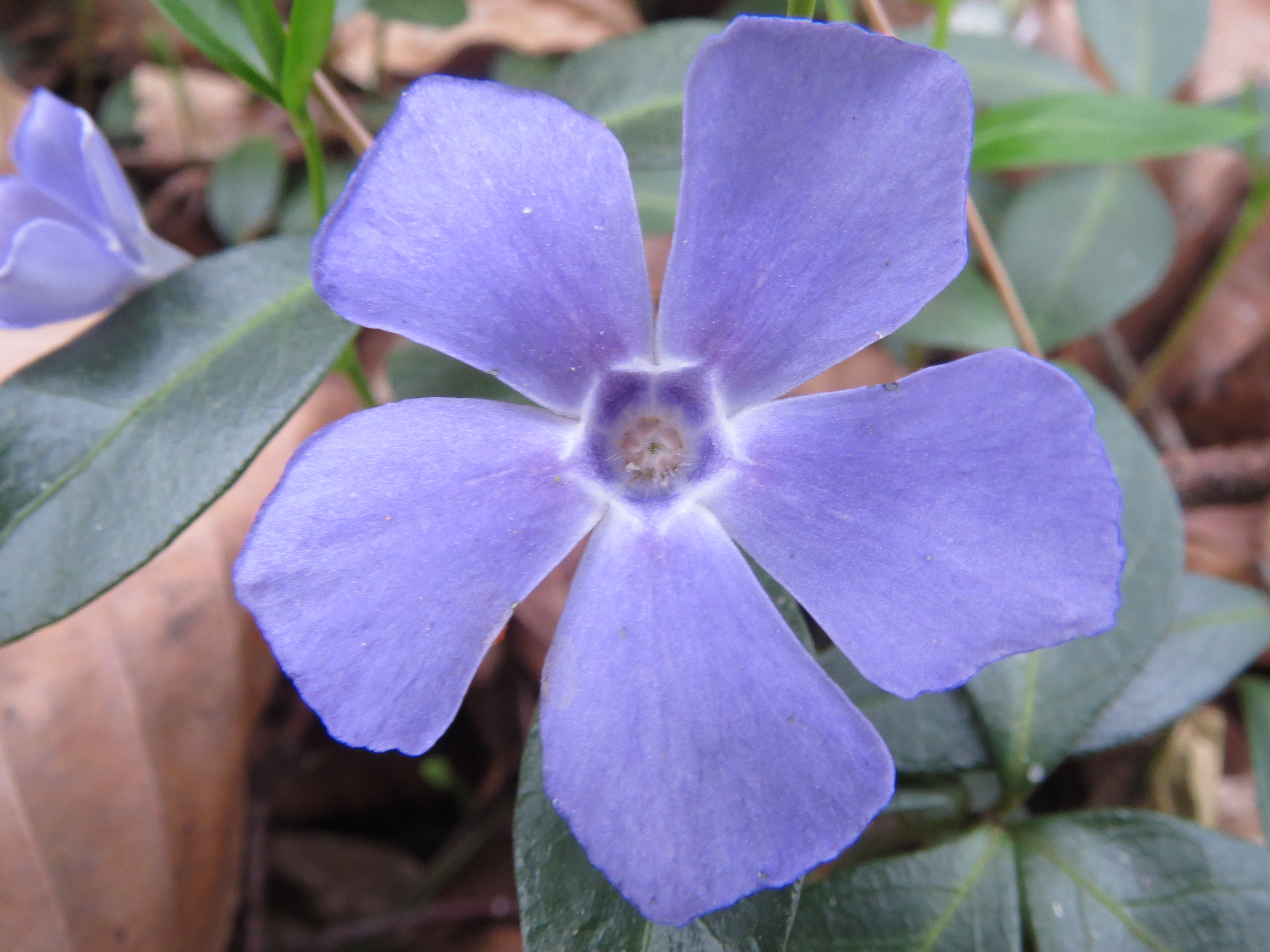
La sugerencia originaria del color bígaro son las flores de la vinca menor.

Con el nombre francés de pervenche, fue introducido como color de moda a partir de 1839.
Una muestra representativa está en el recuadro de la derecha. Algunos otros ejemplos de este color:
| Nombre                | Muestra | Cod. Hex. | RGB | RGB | RGB | HSV  | HSV | HSV |
| --------------------- | ------- | --------- | --- | --- | --- | ---- | --- | --- |
| Bígaro (pintura)      |         | #97A3DA   | 151 | 163 | 218 | 229° | 31% | 85% |
| Azul bígaro (textil)  |         | #8791BF   | 135 | 145 | 191 | 229° | 29% | 75% |
| Azul bígaro (pintura) |         | #7096BC   | 112 | 150 | 188 | 210° | 40% | 74% |
| Bígaro (acuarela)     |         | #7383BF   | 115 | 131 | 191 | 227° | 40% | 75% |

## Coloraciones similares
| Nombre       | Muestra | Cod. Hex. | RGB | RGB | RGB | HSV  | HSV | HSV |
| ------------ | ------- | --------- | --- | --- | --- | ---- | --- | --- |
| Azul aciano  |         | #8892C6   | 136 | 146 | 198 | 230° | 31% | 78% |
| Azul lavanda |         | #8C92AC   | 140 | 146 | 172 | 229° | 19% | 67% |
| Azul lino    |         | #6C79B8   | 108 | 121 | 184 | 230° | 41% | 72% |

## Colores web
A nivel de colores web, las muestras más cercanas al bígaro son las siguientes:
| Nombre HTML                       | Código hex R G B | Valores R G B | Valores H S L |
| --------------------------------- | ---------------- | ------------- | ------------- |
| Lavanda (Lavender)                | E6E6FA           | 230 230 250   | 240° 67% 94%  |
| Azul acero claro (LightSteelBlue) | B0C4DE           | 176 196 222   | 214° 41% 78%  |
| Azul aciano (CornflowerBlue)      | 6495ED           | 100 149 237   | 219° 79% 66%  |
| Azul real (RoyalBlue)             | 4169E1           | 65 105 225    | 225° 73% 57%  |

## Galería

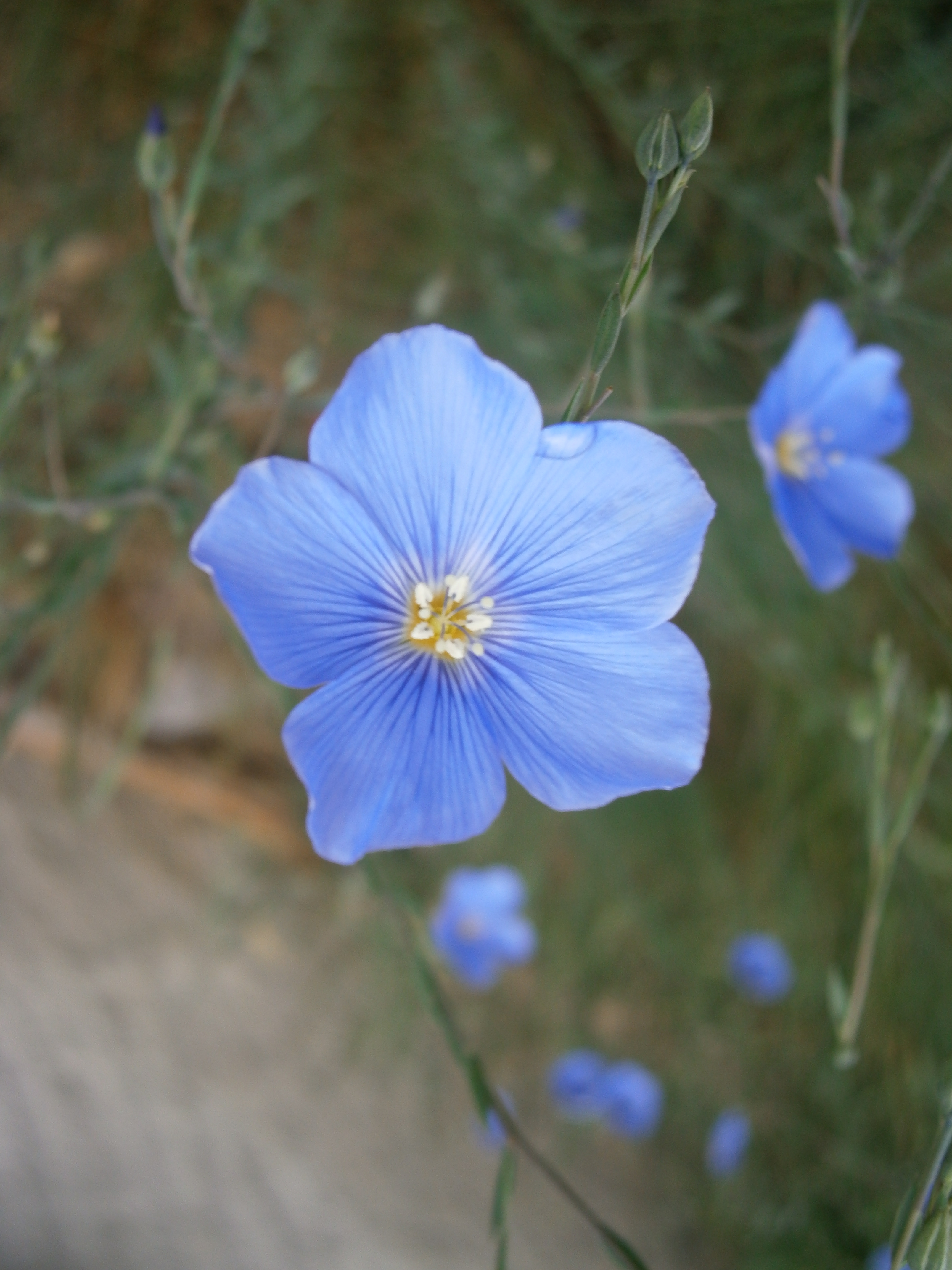
Flor de lino
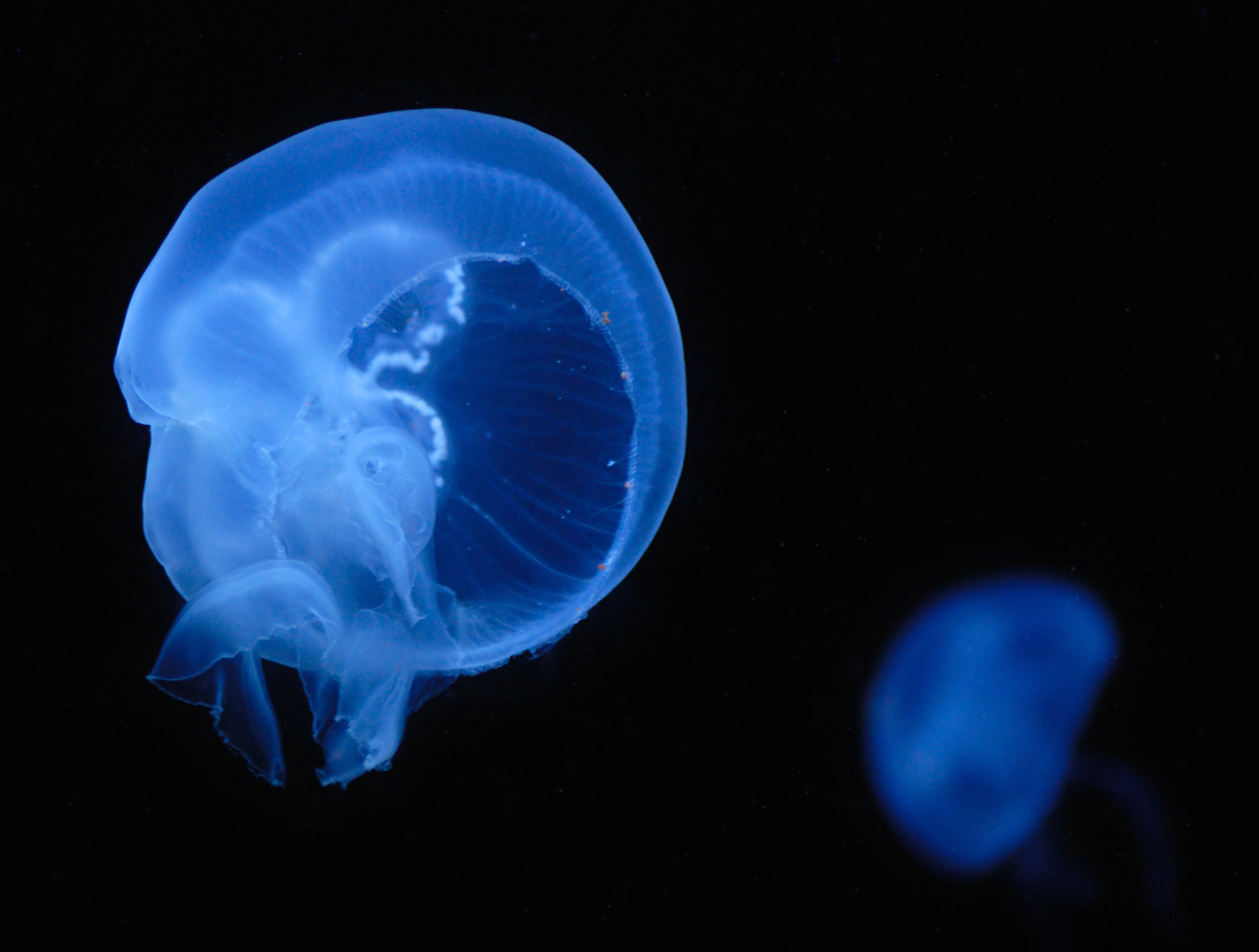
Medusa común